# Shibi, Fujian
Shibi är en köping i sydöstra Kina. Den ligger i Ninghua härad i staden Sanming i provinsen Fujian, omkring 280 kilometer väster om provinshuvudstaden Fuzhou. Antalet invånare är 25 089. Befolkningen består av 12 230 kvinnor och 12 859 män. Barn under 15 år utgör 15,0 %, vuxna 15-64 år 73 %, och äldre över 65 år 11,0 %.